# Mihnea Berindei
Mihnea Berindei (n. 22 martie 1948, București, România – d. 19 iunie 2016, Veneția, Italia) a fost un istoric de origine română naturalizat în Franța în anul 1981.

## Activitate
Între anii 1971 și 1991 a lucrat ca cercetător specializat în istoria Imperiului Otoman la Școala de Înalte Studii de Științe Sociale (École des Hautes études en Sciences Sociales). Din 1991, este angajatul Institutului de Științe Sociale și Politice al Centrului Național de Cercetări Științifice (CNRS).
În afară de opera istorică, este cunoscut pentru rolul său eficient de mobilizare a presei și opiniei publice occidentale în susținerea disidenței din Europa Centrală și de Est și în special, din România. Între 1977 și 1989, a publicat articole care dezvăluiau și denunțau realitățile epocii Ceaușescu.
A făcut parte din grupul prestigios al exilului democratic anticomunist care a mobilizat vocile disidente din România. În iunie 1989 a semnat, împreună cu Neagu Djuvara, "Declarația de la Budapesta", document politic al unei părți a exilului românesc, intens criticat pentru nuanțele federaliste referitoare la Transilvania.  
După căderea regimurilor comuniste, s-a remarcat prin susținerea organizațiilor și mișcărilor democratice din Europa ex-comunistă, în special din România, Bulgaria, Albania și Republica Moldova.

## Biografie
Mihnea Berindei a urmat Facultatea de Istorie a Universității București între anii 1966-1970, învățând în paralel turca veche cu profesorul Mihail Guboglu, care l-a îndrumat pentru cariera de specialist în istoria Imperiului Otoman. În ultimul an de studenție a reușit să obțină o viză de studii și documentare în Turcia, de unde s-a îndreptat spre Franța. Ajuns la Paris, s-a înscris la Ecole Pratique des Hautes Etudes (EPHE), pe care a absolvit-o în anul 1972, și a continuat să studieze paleografia otomană.
Între 1972 și 1991 a ocupat diverse poziții de cercetător la Centrul de Studii privind URSS, Europa de Est și Spațiul Turc al Școlii de Înalte Studii de Științe Sociale (EHESS). Din anul 1977, activitatea de istoric s-a împletit cu cea de militant în sprijinul opoziției democratice din Europa Centrală și de Est și în special, în susținerea rezistenței față de regimul Ceaușescu din țara natală. După prăbușirea regimului comunist din România, Mihnea Berindei s-a implicat în crearea Grupului pentru Dialog Social și în sprijinirea primelor organizații civice românești. A mobilizat resurse umane și financiare din Franța menite să asiste democrațiile incipiente din România, Bulgaria, Albania, Republica Moldova. În anii 2000, a participat la restituirea pentru istorici și opinia publică a arhivelor Partidului Comunist din România.

### Activitatea din exil (1970-1989)
În primii ani după rămânerea sa în Franța, Mihnea Berindei s-a dedicat exclusiv cercetărilor în domeniul său de specialitate: Istoria Imperiului Otoman, secolele XV-XVII. A făcut cercetări în Arhivele din Istanbul, a lucrat individual și în echipă la traducerea și editarea de documente. Între 1972 și 1991, a avut misiuni anuale de cercetare în arhivele din Roma și Veneția. A publicat singur sau în colaborare o serie de studii privind raporturile dintre țările române și Poarta Otomană, despre marile drumuri de comerț și zona Marea Neagră și regiunile nord-pontice. A fost membru al comitetului de redacție al revistei de specialitate Turcica (1980-1989).
După 1977, a participat și la activitatea unor grupuri de cercetare multidisciplinare (istorici, sociologi, economiști, politologi) privitoare la țările comuniste și la relațiile Est-Vest.  A fost membru al comitetelor de redacție al revistelor L’Alternative (1979-1985), L’Autre Europe (1986-1994) și până în prezent, al trimestrialului Politique Internationale. În aceste reviste a susținut singur sau împreună cu alți cercetători analize asupra opoziției din România, minorităților naționale, situației vieții religioase, politicii sociale, economice și culturale a regimului. A prezentat și publicat texte provenind din mediile disidente din România.
Mihnea Berindei a fost membru fondator al Comitetului Francez pentru Apărarea Drepturilor Omului în România, creat în anul 1977 pentru sprijinirea Mișcării Goma. A participat la fondarea în 1980 a Ligii pentru Apărarea Drepturilor Omului în România cu sediul la Paris (afiliată la Fédération Internationale des Droits de l’Homme), căreia i-a fost constant purtător de cuvânt și în ultimii ani vicepreședinte. A fost un apropiat al Monicăi Lovinescu, Virgil Ierunca, Vlad Georgescu, Paul Goma și al altor militanți ai exilului românesc. Colaborările lui la postul de radio Europa Liberă s-au remarcat prin seriozitatea aparte a documentării. A fost membru fondator al operațiunii Villages Roumains (1988-), importantă pentru formarea unei solidarități europene împotriva regimului Ceaușescu. Berindei s-a implicat și în activitatea protestatară concretă: susținerea de manifestații în fața reprezentanțelor României în Franța, strângerea de semnături pentru apărarea celor supuși politicii represive a regimului, culegerea de date despre opoziția din România și informarea mass-media și opiniei publice occidentale.

### Activitatea după decembrie 1989
După 1990, Mihnea Berindei a continuat activitatea anterioară prin cercetări asupra societăților postcomuniste. A lucrat în fondurile de documente ale Partidului Comunist Român, a organizat seminarii asupra situației din țările aflate anterior sub tutela URSS. Între 1990 și 1992 a fost președintele organizației Biroul de Informații și Ajutor pentru România. În 1992 a devenit vicepreședintele asociației Est Libertés. În perioada 1994 – 1998 a condus o serie de programe PHARE ale Uniunii Europene menite să ajute democrația locală și structurarea partidelor politice democratice din Albania, Bulgaria, România, monitorizarea alegerilor din Serbia, Kosovo, Macedonia și Republica Moldava.
A făcut parte din Comisia Prezidențială pentru Investigarea Dictaturii Comuniste din România , iar  după publicarea Raportului final, a continuat cercetarea de arhive pentru editarea de documente despre perioada comunistă.

## Publicații

### Privind Imperiul otoman
Cărți
- L’Empire ottoman et les pays roumains, 1544 –1545. Etudes et documents, éd. EHESS - Cambridge Mass., Harvard Ukrainian Research Institute, Paris, 1987, 368 p. (en coll. avec Gilles Veinstein).

Participări la volume colective
- « Porte ottomane, voïévode et boyards de Moldavie en 1552 ». Quand le crible était dans la paille… Hommage à Pertev Naili Boratav, éd. Maisonneuve et Larose, Paris, 1978, pp. 105–118.
- « Astrakhan et la politique des steppes nord-pontiques (1587-1588) », Eucharisterion : Essays presented to Omeljan Pritsak, Harvard Ukrainian Studies, volume III/IV (1979-1980), pp. 71–91, Harvard University, 1980, (en coll. avec Al. Bennigsen).
- « L’Empire ottoman et la « route moldave » avant la conquête de Chilia et de Cetatea Albā (1484) », Raiyyet Rüsûmu. Essays presented to Halil Inalcik… Journal of Turkish Studies, 10, Harvard University, 1986, pp. 47–72 ; reprise in Revue roumaine d’histoire, XXX, 3-4, Bucarest, 1991, pp. 161 – 188.
- « Le rôle des fourrures dans les relations commerciales entre la Russie et l’Empire ottoman avant la conquête de la Sibérie ». Passé Turco-Tatar, présent soviétique. Etudes offertes à Alexandre Bennigsen, éd. Peeters – Louvain-Paris, éd. de l’EHESS – Paris, 1986, pp. 89–98.
- « Le problème transylvain dans la politique hongroise de Süleymān Ier », Soliman le Magnifique et son temps, actes du colloque 7-10 mars 1990, (G. Veinstein dir.), Paris, 1992, pp. 505–511.

Studii
- « Contribution à l’étude du commerce ottoman des fourrures moscovites. La route moldavo-polonaise. 1453-1700 », Cahiers du monde russe et soviétique, XII, 4, 1971, pp. 393–409.
- « Le problème des « Cosaques » dans la seconde moitié du XVIème siècle. A propos de la révolte de Ioan Vodă, voïévode de Moldavie », Cahiers du monde russe et soviétique, XIII, 3, 1972, pp. 338–367.
- « Code de lois de Murād III concernant la province de Smederevo », Südost-Forschungen, XXXI, 1972, pp. 140–163 (en coll. avec A. Berthier, M. Martin, G. Veinstein).
- « Villes ottomanes en Crimée. Règlements de Süleymān Ier concernant le livā’ de Kefe », Cahiers du monde russe et soviétique, XVI (I), janv.-mars 1975, pp. 57-10 (en coll. avec Gilles Veinstein).
- « Attribution de timar dans la province de Trébizonde (fin du XVe siècle), I », Turcica. Revue d’études turques. Tome VIII/1, 1976, pp.279-290, (en coll. avec I. Beldiceanu-Steinherr et G. Veinstein).
- « La Tana – Azaq. De la présence italienne à l’emprise ottomane (fin XIIIe – milieu XVIe siècle). Turcica, Revue d’études turques, tome VIII/2, 1976, pp. 110–201, (en coll. avec G. Veinstein).
- « Actes de Murad III sur la région de Vidin et remarques sur les qānūn ottomans », Südost-Forshungen, XXXV, 1976, pp. 1–68, (en coll. avec M. Kalus-Martin et G. Veinstein).
- « La Porte ottomane face aux Cosaques Zaporogues . 1600-1637 », Harvard Ukrainian Studies, I, n°3, septembre 1977, pp. 273–307.
- « Attribution de timār dans la province de Trébizonde (fin du XVe siècle), II », Turcica. Revue d’études turques. Tome IX/2-X, 1978, pp. 107–154, (en coll. avec I. Beldiceanu-Steinherr et G. Veinstein).
- « La présence ottomane au sud de la Crimée et en mer d’Azov dans la première moitié du XVIe siècle », Cahiers du Monde russe et soviétique, XX (3-4), juil.-déc. 1979, pp. 389–465. (en coll. avec G. Veinstein).
- « La Crimée ottomane et l’institution du « timār » », Annali dell’Istituto Orientale di Napoli, volume 39 (N.S. XXIX), 1979, pp. 523–562, (en coll. avec I. Beldiceanu-Steinherr et G. Veinstein).
- «Les possessions ottomanes entre Bas-Danube et Bas-Dniepr. Règlements fiscaux et fiscalité de la province de Bender – Aqkerman. 1570 », Cahiers du Monde russe et soviétique, XXII (2-3), avr.-sept. 1981, pp. 251–328 (en coll. avec G. Veinstein).
- « Venise et la Horde d’or. Fin XIIIe – début XIVe siècle. A propos d’un document inédit de 1324 », Cahiers du monde russe et soviétique, volume XXIX, 2, avril-juin 1988, pp. 243–256, (en coll. Avec G. Migliardi O’Riordan).
- « Les Vénitiens en Mer Noire. XVIe-XVIIe siècles. Nouveaux documents », Cahiers du Monde russe et soviétique, XXX (3-4), juil.-déc. 1989, pp. 207–224.

### Privind România și Balcanii
Cărți
- Roumanie, crise et répression, dossier de l’Alternative, études et documents, Paris, 1983, 135 p. (en coll. avec A. Planche).

Roumanie, le livre blanc. La réalité d’un pouvoir néo-communiste, Paris, La Découverte, 1990, 260 p. (en coll. avec A. Combes et A. Planche).  
- România înainte si dupa 20 mai 1990 (La Roumanie avant et après les élections du 20 mai 1990), Bucarest, Humanitas, 1991, 144 p. (en coll. avec P. Câmpeanu et A. Combes).

Participări la volume colective
- Société civile et devoir d’ingérence. Opération Villages Roumains, Bruxelles, 1989, 108 p. (contributions : pp. 20–27 et 41-46).
- « Roumanie, une révolution manquée ? » in La grande secousse. Europe de l’Est 1989-1990 (P. Kende et A. Smolar co-dir.), Paris, Presses du CNRS, 1990, pp. 131–145 (en coll. avec A. Combes).
- « La Roumanie : formation des territoires roumains, minorités nationales et frontières » (en coll. avec A. Planche) ; et « Géographie de la transition politique en Roumanie. Le difficile passage à la démocratie », in Fragments d’Europe. Atlas de l’Europe médiane et orientale (M. Foucher dir.), Paris, Fayard, 1993, pp. 164–167.
- « L’Albanie, risques et enjeux de la transition » (en coll. avec M. Rou et M. Foucher) et « Géographie de la transition politique en Roumanie. Le laborieux passage à la démocratie » in ibid. (nouvelle éd. revue et mise à jour), Paris, Fayard, 1998, pp. 164–167 et 182-183.
- « Ceausescu et la position singulière de la Roumanie en 1968 » in Le printemps tchécoslovaque, 1968 (F. Fejtö et J. Rupnik, co-dir.), Bruxelles, éd. Complexe, 1999 (2000), pp. 191–209 ; texte repris in Revue Roumaine d’Histoire, XXXVIII, 1-4, 1999, Bucarest 2001, pp. 183–198.
- « Roumanie » in Dictionnaire du vote (P. Perrineau et D. Reynié, co-dir.), Paris, Presses Universitaires de France, 2001, pp. 811–814.
- Comisia Prezidențială pentru Analiza Dictaturii Comuniste din România, Raport final. Editions Humanitas, Bucarest 2007, 880 pp.

Studii și articole
- « Les minorités nationales en Roumanie » (I) , L’Alternative, 3, mars-avril 1980, pp. 37–40 et   (II). « La politique du gouvernement envers les minorités », L’Alternative, 4-5, mai-août 1980, p.p. 36-42 ; textes repris in La Documentation Française. Problèmes politiques et sociaux, n° 439 et dans Roumanie, crise et répression, dossier de l’Alternative, études et documents, Paris, 1983, pp. 55–66.
- « La Roumanie à l’heure polonaise. Le pouvoir face à l’opposition ouvrière », L’Alternative, 8, janvier-février 1981, pp. 41–44 et Roumanie, crise et répression…, pp. 26–29.
- « « Etat de guerre » à la Roumaine », L’Alternative, 15, mars-avril 1982, p. 20-23 et Roumanie, crise et répression…pp. 98–101.
- « Roumanie : n’ayez pas peur » »,  Le cri des hommes, Fédération Internationale des Droits de l’Homme, 15, avril 1982, pp. 27-34.
- « Ces Roumains que Mitterrand n’aurait pas rencontrés… Huit lettres de Roumanie », L’Alternative, 18, septembre-octobre 1982, p. 9-28 et Roumanie, crise et répression…, pp. 112-127, (en coll. avec Anne Colas).
- « L’émigration », L’Alternative, 20, janvier-février 1983, pp. 40-42, (en coll. avec Anne Colas).
- « Trafic de main-d’œuvre : les travailleurs émigrés roumains », L’Alternative, 22-23, mai-août 1983, pp. 24-28, (en coll. avec Anne Colas).
- « L’abolition du salariat », L’Alternative, 25, janvier-février 1984, pp. 36-44, (en coll. avec Anne Colas), repris in La Documentation Française, Problèmes politiques et sociaux, n° 536, 1986, pp. 28-29.
- « De l’obscurité à l’obscurantisme », L’Alternative, 26, mars-avril 1984, pp. 34-41, (en coll. avec Anne Colas).
- « La grève des mineurs roumains en 1977 : un témoignage », L’Autre Europe, 11-12, 1986, pp.152-160.
- « Un témoignage sur les prisons roumaines, Florian Rusu », La Nouvelle Alternative, 7, 1987, pp. 14-17 (en coll. Avec A. Planche).
- « Véritable internationale de la démocratie », La Nouvelle Alternative, 9, 1988, pp. 21-23 (en coll. Avec A. Lavastine).
- « Un manifeste du syndicat libre des ouvriers romains », La Nouvelle Alternative, 10, 1988, pp. 35-40 (en coll. avec A. Lavastine).
- « Religion et politique en Roumanie. Autour des statistiques », International Journal of Rumanian Studies, V (1987), 1, Amsterdam, 1988, pp. 107-128 et L’Autre Europe, 21-22, 1989, pp. 222-239.
- « Hongrois de Roumanie » (études et documents), L’Autre Europe, 20, 1989, pp. 53-83 (en coll. avec E. Lhomel).
- « Roumanie : le naufrage planifié », Politique internationale, 44, été 1989, pp. 57-74 ; version roumaine in « 22 », hebdomadaire du Groupe pour le Dialogue Social, IX, 46, 17-23 nov. 1998, pp. 9-11 et n° 47, 23-30 nov. 1998, pp. 12-13.
- « Individu et pouvoir : le témoignage de Gabriel Andreescu », La liberté de l’esprit et la condition humaine en Europe, actes du colloque à l’Assemblée Nationale 2-3 juin 1989, Les cahiers de la Fondation du Futur, Paris, 1989, pp. 123-127.
- « Les problèmes de la minorité hongroise en Roumanie », in Les aspirations communes à l’émancipation face aux ambitions nationales (Actes du colloque 11-12 juin 1988), Kontakt, Paris, 1989, pp. 107-131 (en coll. avec G. Szöcz et V. Tismaneanu).
- « An Analysis of the Romanian Elections », Uncaptive Minds, III, 4,New-York, août-sept. 1990, pp. 21-24 (en coll. avec A. Combes).
- « Roumanie, le livre blanc » (entretien), La Nouvelle Alternative, 21, 1991, pp. 52-55.
- « L’Europe balkanisée ? : le cas de la Roumanie », Le nouveau visage de l’Europe. URSS : l’Union est morte, vive l’Union. L’Europe balkanisée ?, actes du colloque à l’Assemblée Nationale, 21 octobre 1991, Les Cahiers du Futur, n° 65, Paris 1992, pp. 15-17.
- « Droits des minorités et frontières européennes : prévisions et solutions : République de Moldavie et Roumanie » , in Nouvelle Europe : minorités et réfugiés (Actes du colloque du Groupement pour les droits des minorités, 25-26 mars 1992), Yves Plasseraud dir., Paris 1993, pp. 35-40.
- « Le Danube comme trait d’union », Les Cahiers de la Paix, 1, Verdun, 1993, pp. 21-24.
- « Roumanie, les ombres du passé », autour d’un entretien avec Ion Iliescu, Politique Internationale, 61, automne 1993, pp. 329-342 ; version roumaine, « 22 », IV, 47, 1-7 déc. 1993, pp. 4-5.
- « Serbie, les élections législatives du 19 décembre 1993 », La Nouvelle Alternative, n° 33, mars 1994, pp. 50-53 (en coll. avec A. Laignel-Lavastine).
- « Gabriel Liiceanu et l’antisémitisme en Roumanie, une mauvaise querelle », in Esprit, juillet 2000, pp. 190-202 (en coll. avec F. Gèze).
- « Le pari roumain, entretien avec Adrian Nastase, Premier Ministre de Roumanie », Politique Internationale, 92 – été 2001, pp. 265-283 (en coll. avec A. Thédrel) ; version roumaine in « 22 », XII, 33, 14-20 août 2001, pp. 8-10.
- « La Pologne au seuil de l'Union Européenne », Entretien avec Leszek Miller, Premier  ministre de Pologne, Politique Internationale, 97, automne 2002, pp. 257-275 (en coll. Avec Arielle Thédrel)
- « Moldavie: un désir d'Occident? », étude accompagnée d'un entretien (en coll. avec A. Thedrel) avec Vladimir Voronine, président de la République de Moldavie, Politique Internationale, 99, printemps 2003, pp. 329-357; version roumaine in « 22 », XIV, 701 et 702, 12-18 et 19-25 août 2003, pp. 12-14 et 4-5.
- « La Roumanie au seuil de l’Union Européenne », dossier spécial de Politique Internationale, coordonné par Mihnea Berindei, n° 105, automne 2004, pp. 112 ; entretiens avec Ion Iliescu, Président de la Roumanie, Adrian Nastase, Premier ministre, Theodor Stolojan, président du Parti national-libéral et Vasile Puscas, ministre délégué à l’intégration européenne (en coll. Avec Arielle Thédrel), pp. 23-78 ; version roumaine de l’entretien avec A. Nastase in « 22 », XV, 770, 7-13 déc. 2004, pp. 9–11.